# Patrick Ochs
Pour les articles homonymes, voir Ochs.
Patrick Ochs est un footballeur allemand, né le 14 mai 1984 à Francfort en Allemagne. Il évolue actuellement en Bundesliga au VfL Wolfsburg comme milieu droit.

## Biographie
Après sept saisons à l'Eintracht Francfort et à la suite de la relégation du club en 2.Bundesliga, Ochs s'engage avec le VfL Wolfsburg pour un montant de 3 M€ et une durée de 4 ans. Fin août 2012, il est prêté au TSG 1899 Hoffenheim.  

## Carrière

### Clubs
| Saison    | Club                | Pays         | Championnat        | Coupes nationales | Coupes d'Europe |
| --------- | ------------------- | ------------ | ------------------ | ----------------- | --------------- |
| 2004-2005 | Eintracht Francfort | 2.Bundesliga | 28 matchs / 1 but  | 2 matchs / 1 but  | -               |
| 2005-2006 | Eintracht Francfort | Bundesliga   | 28 matchs          | 4 matchs / 1 but  | -               |
| 2006-2007 | Eintracht Francfort | Bundesliga   | 30 matchs / 1 but  | 4 matchs          | 6 matchs        |
| 2007-2008 | Eintracht Francfort | Bundesliga   | 29 matchs          | 1 match           | -               |
| 2008-2009 | Eintracht Francfort | Bundesliga   | 30 matchs          | 2 matchs          | -               |
| 2009-2010 | Eintracht Francfort | Bundesliga   | 28 matchs / 1 but  | 3 matchs          | -               |
| 2010-2011 | Eintracht Francfort | Bundesliga   | 29 matchs / 2 buts | 3 matchs / 1 but  | -               |
| 2011-2012 | VfL Wolfsburg       | Bundesliga   | 13 matchs          | 1 match           | -               |
| 2012-2013 | TSG 1899 Hoffenheim | Bundesliga   | 12 matchs          | -                 | -               |

Dernière mise à jour le 19 mai 2013

## Palmarès
Néant